# Уобассо (Миннесота)
Уобассо (англ. Wabasso) — город в округе Редвуд, штат Миннесота, США. На площади 2 км² (2 км² — суша, водоёмов нет), согласно переписи 2002 года, проживают 643 человека. Плотность населения составляет 314,7 чел./км².
- Телефонный код города — 507
- Почтовый индекс — 56293
- FIPS-код города — 27-67396[1]
- GNIS-идентификатор — 0653699[2]